# Простирания
Простирания (поклоны) — одна из форм буддийской практики. Это психо-физические упражнения, сочетающие физическое действие (полный земной поклон с простиранием всего тела практикующего) и различные техники работы с сознанием, в первую очередь техники визуализации Учителей, Будд, Бодхисаттв, йидамов и защитников, перед которыми и осуществляется простирание. Цель совершения этой практики — обуздание собственного ума, очищение накопившейся негативной кармы и приобретение благих заслуг. Как и во всех прочих практиках буддизма, основное значение при выполнении простираний имеет мотивация, с которой они выполняются.

## Описание
Простирания совершаются перед священными для буддиста объектами (храм, алтарь, ступа, природный объект (гора), изображение и т. д.), вокруг них или в процессе движения к ним (паломничества). Простирания совершаются как внутри помещения (перед домашним алтарём или в храме), так и под открытым небом. Известны многочисленные случаи, когда буддисты, двигаясь исключительно последовательными простираниями, проходили многие сотни километров — вокруг священной горы Кайлас, во время паломничества к местам проведения буддийских ритуалов и больших молитвенных собраний.
Совершение простираний в Бодхгайе — месте, в котором исторический Будда Шакьямуни обрёл просветление, является целью паломничества буддистов различных школ и конфессий уже многие века. По традиции они стремятся совершить в этом месте сто тысяч простираний.
Вместе с различными формами йоги (например Гуру-йога), рецитацией мантр и медитацией относится к основным практикам в буддизме Ваджраяны (включая все основные школы тибетского буддизма) и некоторых других направлениях буддизма, таких, например, как чань.
Простирания являются также важным элементом буддийского этикета — каждый из учеников склоняется трижды перед учителем, перед получением учения, фиксируя этим отношения «учитель-ученик» и свою готовность с благодарностью, вниманием и почтением внимать словам учителя.
В современном западном мировосприятии практика буддийских простираний (так же как и подобные практики в других религиях) часто воспринимается как форма «самоуничижения» в рамках концепции о «человеческом достоинстве» и «свободе личности» (см. «гордыня»). Учителя различных школ буддизма полагают, что выполнение практики простираний благотворно сказывается как на состоянии ума, так и на физическом состоянии буддиста.

## Техника выполнения простираний
1. Перед началом простираний буддист порождает в себе правильные устремления (правильную мотивацию) — очиститься от негативной кармы и достичь определённой цели (например: Просветления во благо всех живых существ) — и читает соответствующие мантры, которые могут различаться в зависимости от школы или линии передачи, но обычно обязательно включают в себя слова принятия прибежища в трёх драгоценностях. Также практикующий простирания совершает необходимые визуализации Учителей, Будд, Бодхисаттв, Защитников и йидамов, кроме того, представляет себе то бесчисленное количество тел, которым он обладал во всех своих жизнях и которые сейчас будут выполнять простирания в его нынешнем теле.
2. Сложив ладони в форме нераскрывшегося лотоса, которому подобен непросветлённый ум, практикующий подносит их к макушке головы. Затем прикладывает их к подбородку и сердцу.
3. Практикующий касается ладонями земли, затем опускается на колени.
4. Практикующий ложится на землю, касаясь поверхности земли лбом, и вытягивает руки перед собой, затем поднимает их над головой и встаёт.